# Ryu Jun-yeol
Ryu Jun-yeol (en hangul, 류준열; Suwon, Corea del Sur, 25 de septiembre de 1986) es un actor, activista y fotógrafo surcoreano. Ryu comenzó su carrera actoral en películas independientes y luego alcanzó prominencia con su papel destacado en la aclamada serie de televisión Reply 1988 (2015-2016), el drama de mayor audiencia en la historia de la televisión por cable coreana en ese momento, lo que también le llevó a ganar varios premios al Mejor Actor Nuevo en Corea del Sur. Conocido como un prolífico actor de Chungmu-ro, desde entonces ha protagonizado películas taquilleras como The King (2017), A Taxi Driver (2017), Little Forest (2018), Believer (2018), Money (2019), The Battle: Roar to Victory (2019), The Night Owl (2022) y Alienoid: Return to the Future (2024).
Ryu ha recibido numerosos premios a lo largo de su carrera, incluyendo nominaciones para los Premios Baeksang Arts, los Premios Blue Dragon de Cine, los Premios Buil de Cine, los Premios Chunsa de Arte Cinematográfico, el Festival de Cine del Este Asiático de Londres y el Festival de Cine Asiático de Nueva York. Además de su trabajo en cine, Ryu participa activamente en actividades de activismo social y ambiental.
Forbes Korea lo ha reconocido como una de las celebridades más influyentes de Corea del Sur, ubicándose en la lista durante tres años consecutivos, en el puesto 14 en 2017, en el puesto 36 en 2018 y en el puesto 11 en 2019.

## Biografía
Ryu nació el 25 de septiembre de 1986 en Suwon, Corea del Sur. Es el mayor y tiene una hermana dos años menor que él. Se graduó de la Universidad de Suwon con especialización en cine, obteniendo una beca. Mientras estudiaba en la universidad, Ryu trabajó en varios empleos a tiempo parcial, incluyendo repartidor de pizza, obrero de la construcción, tutor después de clases, entre otros. Ryu cumplió con el servicio militar antes de debutar como actor. Se inscribió como oficial público en 2007 y completó sus deberes en 2009.

## Carrera

### 2012–2014: Inicios
En 2012, Ryu comenzó a actuar en cortometrajes y producciones cinematográficas independientes, antes de ser seleccionado para un papel secundario en la película de 2013 INGtoogi: The Battle of Internet Trolls. 

### 2015–2017: Popularidad
Ryu llamó por primera vez la atención por su actuación en su primera película, Socialphobia, en 2015, lo que le valió el premio Rising Star en el Festival de Cine KAFA y otras nominaciones en los Premios Chunsa de Arte Cinematográfico. Más tarde ese mismo año, Ryu alcanzó un reconocimiento público generalizado al protagonizar la popular serie juvenil Reply 1988, junto a Lee Hye-ri, Park Bo-gum, Go Kyung-pyo y Lee Dong-hwi. Su interpretación de uno de los protagonistas, Kim Jung-hwan, le valió numerosos elogios, incluido el premio al Mejor Actor Nuevo en Televisión en los 52º Premios Baeksang Arts en 2016.
En 2016, Ryu protagonizó la película de crecimiento One Way Trip y el thriller criminal No Tomorrow. Ese mismo año, interpretó su primer papel protagonista en la comedia romántica Lucky Romance, junto a Hwang Jung-eum.
En 2017, Ryu apareció en el drama político The King, junto a Jo In-sung y Jung Woo-sung, que se convirtió en la séptima película surcoreana con mayores ingresos del año y por la cual ganó el premio al Mejor Actor Nuevo en Cine en los 53º Premios Baeksang Arts. Ese mismo año, participó en el biopic A Taxi Driver con los Song Kang-ho y Yoo Hae-jin, que se convirtió en la película coreana más taquillera del año y la duodécima película surcoreana con mayores ingresos en la historia. Ryu también apareció en el thriller legal Heart Blackened, junto a Choi Min-sik y Park Shin-hye.

### 2018-presente: Prominencia en el cine
En 2018, Ryu protagonizó la aclamada película de drama Little Forest con Kim Tae-ri, y encabezó la película de acción y crimen Believer con Cho Jin-woong. Believer fue un éxito de taquilla, convirtiéndose en la primera película coreana en superar los cinco millones de espectadores en 2018. Fue la cuarta película con mayores ingresos del año en Corea del Sur.
En 2019, Ryu protagonizó la película de thriller de acción Hit-and-Run Squad con Gong Hyo-jin, dirigida por Han Jun-hee, lideró la película de crimen Money junto a Yoo Ji-tae y la película de acción histórica The Battle: Roar to Victory, dirigida por Won Shin-yun. Las tres películas tuvieron un buen desempeño en taquilla, con The Battle: Roar to Victory y Money eventualmente convirtiéndose en la quinta y novena película coreana con mayores ingresos del año, respectivamente. El continuo éxito en la gran pantalla de Ryu le valió un lugar en la lista de Forbes Korea Power Celebrity durante dos años consecutivos, en el puesto 36 en 2018 y en el puesto 11 en 2019.
En 2021, Ryu protagonizó el Proyecto Especial del Décimo Aniversario de JTBC, una serie de televisión de melodrama de Hur Jin-ho titulada Lost, con Jeon Do-yeon, marcando su regreso a la pequeña pantalla después de cinco años.
En 2022, Ryu encabezó la película de ciencia ficción y fantasía de acción de Choi Dong-hoon, Alienoid, reuniéndose con Kim Tae-ri. La película se estrenó en julio de 2022. A pesar de que la película no fue un éxito comercial, la actuación de Ryu fue elogiada por la crítica. En noviembre, Ryu protagonizó la película histórico-thriller The Night Owl, volviendo a reunirse con Yoo Hae-jin.
En 2024 volvió al cine con la segunda parte de Alienoid, titulada Alienoid: Return to the Future. En realidad, las dos partes se habían rodado al mismo tiempo, pero la segunda entrega requirió un largo período de posproducción.

## Filmografía

### Series de televisión
| Año  | Título        | Personaje     | Notas                       | Ref.          |
| ---- | ------------- | ------------- | --------------------------- | ------------- |
| 2015 | The Producers | Joo Jong-hyun | Dos episodios               |               |
| 2015 | Reply 1988    | Kim Jung-hwan | Veinte episodios            |               |
| 2016 | Lucky Romance | Je Soo-ho     |                             |               |
| 2021 | Lost          | Lee Kang-jae  |                             | [ 35 ] [ 36 ] |
| 2022 | The 8 Show    | -             | Serie web en ocho episodios | [ 37 ] [ 38 ] |

### Películas
| Año  | Título                                  | Personaje           | Notas                                                                                | Ref.          |
| ---- | --------------------------------------- | ------------------- | ------------------------------------------------------------------------------------ | ------------- |
| 2012 | Nowhere                                 | -                   |                                                                                      |               |
| 2013 | INGtoogi: The Battle of Internet Trolls | Hombre del Gimnasio |                                                                                      |               |
| 2014 | Son Na-rae Rescue Operation             | Hyun-woo            |                                                                                      |               |
| 2014 | Economic Love                           | Ji-hoon             |                                                                                      |               |
| 2014 | A Taxi Driver                           | Goo Jae-sik         | Junto a Song Kang-ho, Thomas Kretschmann, Yoo Hae-jin, Park Hyuk-kwon y Lee Sang-yi  |               |
| 2014 | People In a Hurry                       | Jae-hyun            |                                                                                      |               |
| 2014 | One-minded                              | -                   |                                                                                      |               |
| 2014 | Midnight Sun                            | Yong-hoon           | Junto a Ryu Kyung-soo y Kim Li-hoo                                                   |               |
| 2016 | Canola                                  | -                   |                                                                                      |               |
| 2016 | One Way Trip                            | Ji-gong             |                                                                                      |               |
| 2016 | No Tomorrow                             | Ji-hoon             |                                                                                      |               |
| 2016 | The Boys Who Cried Wolf                 | Dong-chul           | Junto a Park Jong-hwan, Cha Rae-hyung, Ha Jun, Lee Ga-sub, Yoon Jung-il y Kim Ye-eun |               |
| 2016 | SORI: Voice from the Heart              | -                   |                                                                                      |               |
| 2015 | Draw                                    | Sang-hoon           |                                                                                      |               |
| 2015 | Socialphobia                            | Yang-ge             | Junto a Lee Joo-seung, Byun Yo-han, Ha Yoon-kyung, Yoo Dae-hyeong y Park Keun-rok    |               |
| 2017 | The King                                | Choi Doo-il         | Junto a Jo In-sung, Jung Woo-sung, Kim Ah-joong, Bae Seong-woo y Jo Woo-jin          | [ 39 ]        |
| 2017 | Heart Blackened                         | Dong-myeong         | Junato a Choi Min-shik, Park Shin-hye y Lee Soo-kyung                                |               |
| 2018 | Little Forest                           | Jae-ha              | Junto a Kim Tae-ri, Moon So-ri y Jin Ki-joo                                          | [ 40 ] [ 41 ] |
| 2018 | Believer                                | Seo Young-rak (Rak) | Junto a Cho Jin-woong, Kim Joo-hyuk, Kim Sung-ryung y Park Hae-joon                  |               |
| 2019 | Hit-and Run Squad                       | Seo Min-jae         | Junto a Jo Jung-suk, Gong Hyo-jin, Key, Yum Jung-ah y Lee Hak-joo                    |               |
| 2019 | Money                                   | Jo Il-hyeon         | Junto a Yoo Ji-tae, Jo Woo-jin, Kim Jae-young, Won Jin-ah y Dong Hyun-bae            | [ 42 ]        |
| 2019 | The Battle: Roar to Victory             | Lee Jang-ha         | Junto a Yoo Hae-jin, Jo Woo-jin, Kazuki Kitamura, Hiroyuki Ikeuchi y Sung Yu-bin     | [ 43 ] [ 44 ] |
| 2022 | Alienoid                                | Mureuk              | Junto a Kim Woo-bin, Lee Ha-nee, So Ji-sub, Jo Woo-jin y Kim Tae-ri                  |               |
| 2022 | The Night Owl                           | Kyung-soo           | Junto a Yoo Hae-jin, Choi Moo-sung, Jo Sung-ha y Park Myung-hoon                     | [ 45 ] [ 46 ] |
| 2024 | Alienoid: Return to the Future          | Mureuk              | Junto a Kim Tae-ri, Kim Woo-bin, Lee Ha-nee, Jo Woo-jin y Yum Jung-ah                | [ 47 ] [ 48 ] |
| 2025 | Revelación                              | Sung Min-chan       | Junto a Shin Hyun-bin, Shin Min-jae y Han Ji-hyun                                    | [ 49 ] [ 50 ] |

### Apariciones en programas

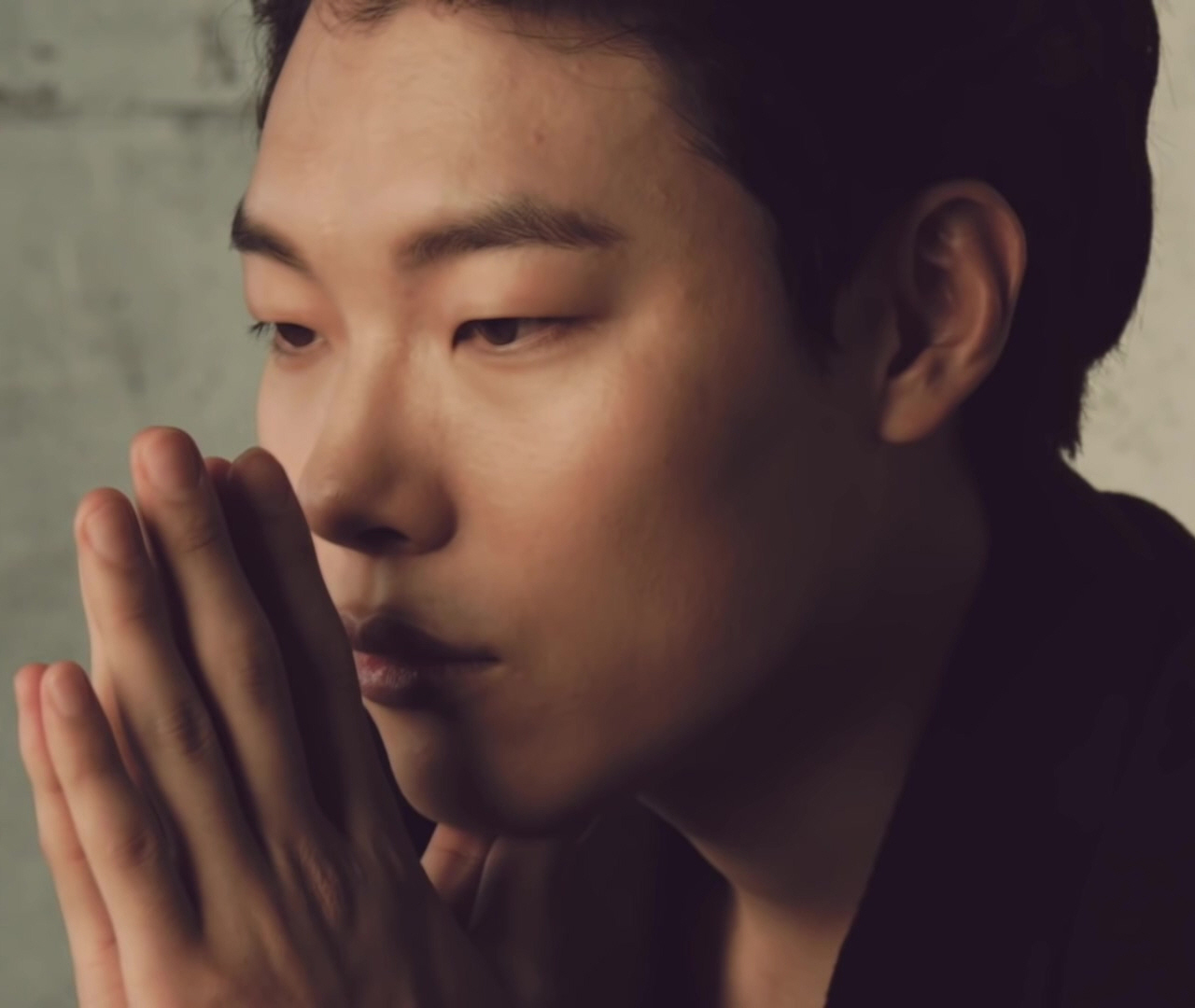
Ryu Jun-yeol en 2016.

| Año  | Título                     | Notas                                       |
| ---- | -------------------------- | ------------------------------------------- |
| 2016 | Youth Over Flowers: Africa | miembro                                     |
| 2019 | Traveler                   | 10 episodios - miembro - Junto aLee Je-hoon |

### Presentador
| Año  | Programa                 | Notas  |
| ---- | ------------------------ | ------ |
| 2018 | 54th Baeksang Arts Award | [ 53 ] |

### Aparición en videos musicales
| Año  | Grupo              | Canción                  | Notas                |
| ---- | ------------------ | ------------------------ | -------------------- |
| 2014 | Clazziquai Project | «Still I'm by Your Side» | apareció en el video |

### Revistas / sesiones fotográgricas
| Año  | Título                              | Notas  |
| ---- | ----------------------------------- | ------ |
| 2020 | ARENA Magazine                      | [ 54 ] |
| 2021 | Arena Homme Plus X IWC Schaffhausen | [ 55 ] |

### Anuncios
| Año  | Título      | Notas               |
| ---- | ----------- | ------------------- |
| 2020 | Kolon Sport | Junto aGong Hyo-jin |

## Premios y nominaciones
| Año  | Premio                               | Categoría                                   | Películas / Series        | Resultado |
| ---- | ------------------------------------ | ------------------------------------------- | ------------------------- | --------- |
| 2015 | KAFA FILMS 2015                      | Rising Star                                 | Socialphobia              | Ganó      |
| 2016 | Korea First Brand Award              | Special Award for Figure                    | -                         | Ganó      |
| 2016 | 11th Max Movie Award                 | Best New Actor                              | Socialphobia              | Ganó      |
| 2016 | 11th Max Movie Award                 | Rising Star                                 | Socialphobia              | Ganó      |
| 2016 | 21st Chunsa Film Art Award           | Best New Actor                              | Socialphobia              | Nominado  |
| 2016 | 3rd Wildflower Film Award            | Best New Actor                              | Socialphobia              | Nominado  |
| 2016 | InStyle Star Icon                    | New Generation Actor Award                  | Socialphobia y Reply 1988 | Nominado  |
| 2016 | 10th Korean Cable TV Award           | Rising Star                                 | Reply 1988                | Ganó      |
| 2016 | 52nd Baeksang Arts Award             | Best New Actor (TV)                         | Reply 1988                | Ganó      |
| 2016 | 1st tvN10 Award                      | Made in tvN, Actor in Drama                 | Reply 1988                | Nominado  |
| 2016 | 1st tvN10 Award                      | Rising Star Award, Actor                    | Reply 1988                | Ganó      |
| 2016 | 1st Asia Artist Award                | Best Rookie Award, Actor                    | Reply 1988                | Ganó      |
| 2016 | 2nd Fashionista Award                | Best Fashionista - TV Division              | -                         | Ganó      |
| 2016 | 35th MBC Drama Award                 | Top Excellence Award, Actor in a Miniseries | Lucky Romance             | Nominado  |
| 2016 | 35th MBC Drama Award                 | Best New Actor                              | Lucky Romance             | Ganó      |
| 2017 | 53rd Baeksang Arts Award             | Best New Actor (Film)                       | The King                  | Ganó      |
| 2017 | 26th Buil Film Award                 | Best Supporting Actor                       | The King                  | Nominado  |
| 2017 | 1st The Seoul Award                  | Best New Actor (Film)                       | The King                  | Ganó      |
| 2017 | 3rd Fashionista Award                | Best Fashionista – SNS Division             | -                         | Nominado  |
| 2017 | 2nd Asia Artist Award                | Best Star                                   | -                         | Ganó      |
| 2017 | 38th Blue Dragon Film Award          | Best New Actor                              | A Taxi Driver             | Nominado  |
| 2018 | 23rd Chunsa Film Art Award           | Best Supporting Actor                       | A Taxi Driver             | Nominado  |
| 2018 | 18th Korea World Youth Film Festival | Popular Actor Award                         | Little Forest             | Ganó      |
| 2018 | 3rd Asia Artist Award                | Best Popular                                | -                         | Ganó      |
| 2018 | 3rd Asia Artist Award                | Artist of the Year                          | -                         | Ganó      |
| 2019 | 18th New York Asian Film Festival    | Star Asia Rising Star Award                 | -                         | Ganó      |
| 2019 | 39th Golden Cinema Film Festival     | Choice Popularity Award                     | Believer                  | Ganó      |